# توماس سوان (سياسي)
توماس سوان هو سياسي أمريكي، ولد في 3 فبراير 1809 في الإسكندرية في الولايات المتحدة، وتوفي في 24 يوليو 1883 في ليسبورغ في الولايات المتحدة. نشط حزبياً في حزب لا أدري والحزب الديمقراطي. وقد انتخب حاكم ماريلاند ‏ (10 يناير 1866 – 13 يناير 1869) وانتخب عضو مجلس النواب الأمريكي ‏.